# Suore terziarie domenicane di Betania di Venlo
Le Suore Terziarie Domenicane di Betania di Venlo (in olandese Zusters Dominicanessen van de Derde Orde van Bethanië van Venlo; sigla O.P.) sono un istituto religioso femminile di diritto pontificio.

## Storia

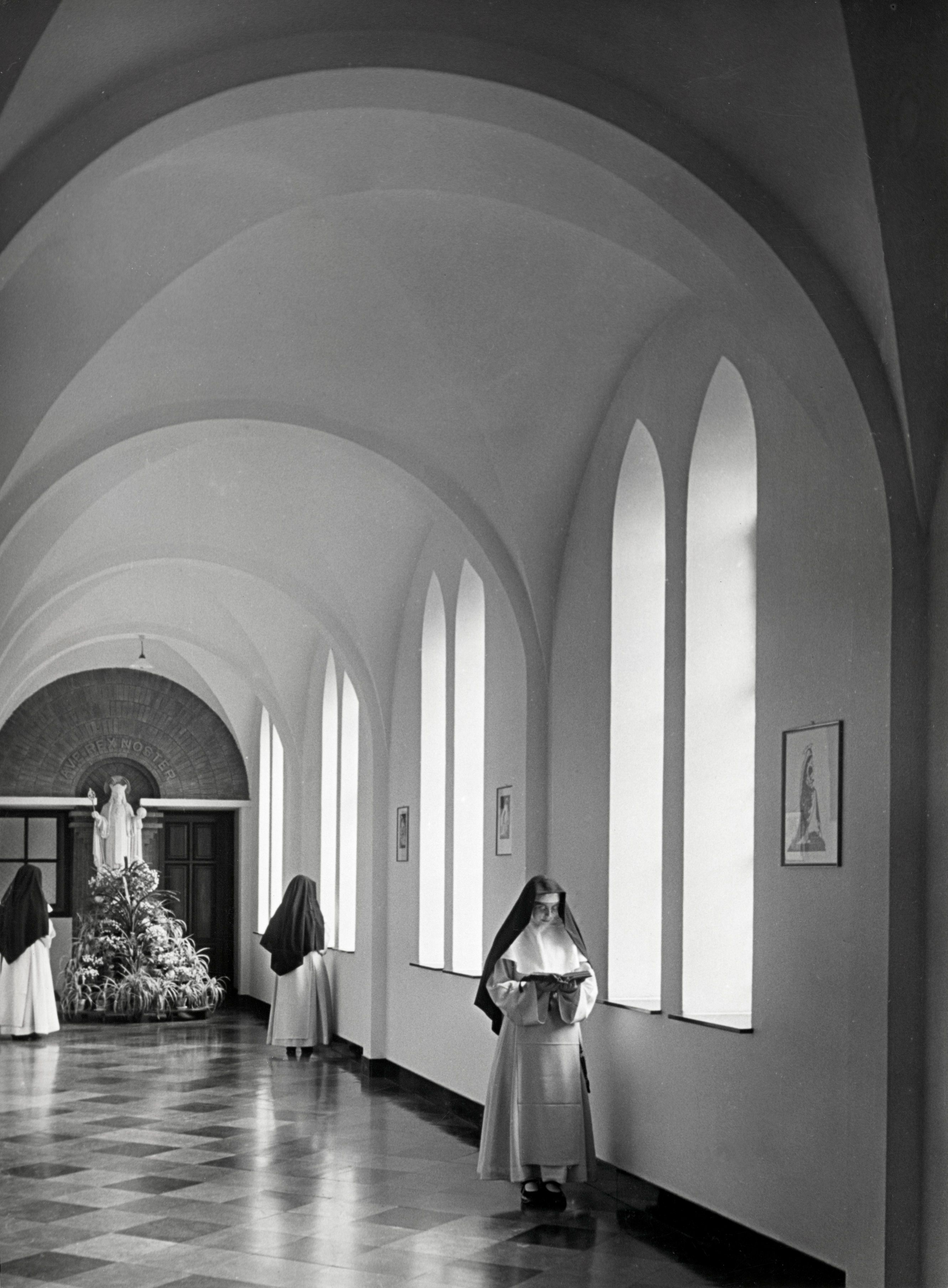
Interni del monastero delle domenicane di Venlo

Le origini della congregazione risalgono agli inizi della prima guerra mondiale, quando un gruppo di 28 religiose tedesche della congregazione di Santa Maria Maddalena di Betania fu costretta a lasciare la casa-madre di Montferrand-le-Château, in Francia, e a rifugiarsi prima in Belgio e poi nei Paesi Bassi: il 4 agosto 1914 la comunità riprese a condurre vita fraterna in comunità a Venlo, dove il priore tedesco del convento domenicano Trans Cedron aveva messo a disposizione una nuova sede.
La comunità interruppe subito i contatti con la casa-madre e Laurentius Schrijnen, vescovo di Roermond, la costituì in congregazione indipendente di diritto diocesano: l'istituto, aggregato all'ordine domenicano dall'8 dicembre 1924, ricevette il pontificio decreto di lode il 7 marzo 1960.

## Attività e diffusione
Le suore si dedicano alla riabilitazione e al reinserimento delle "traviate" e delle ex detenute.
Oltre che nei Paesi Bassi, sono presenti in Germania, Lettonia e ad Aruba; la sede generalizia è a Thorn.
Alla fine del 2015 l'istituto contava 111 religiose in 10 case.